# 金剛手菩薩
金剛手菩薩（羅馬化：Vajrapāṇi；藏語：ཕྱག་ན་རྡོ་རྗེ།，威利转写：phyag na rdo rje，THL：chak-na dorjé），又稱金剛手秘密主、金剛上首、執金剛祕密主、執金剛菩薩、祕密主、密跡金剛、金剛密跡主菩薩等，右手持金剛杵之相，象徵「堅固不壞之菩提心」。
在蒙古佛教中，可汗被視為金剛手菩薩的化身。

## 起源
梵語：，是一個梵文複合名詞，字面意義為手執金剛、金剛在手。金剛手菩薩，為執金剛神之一，即密跡金剛，為天界的夜叉神。他長期隨侍在釋迦牟尼身邊，擔任護法，大乘佛教相信他是菩薩的化身，由釋迦牟尼處領受許多秘密教法，並傳承給後世。

## 經典
《佛說一切如來真實攝大乘現證三昧大教王經‧金剛界大曼拏羅廣大儀軌分第一之一》曰：「爾時世尊即入一切如來智三昧金剛三摩地，受用一切如來戒定慧解脫解脫知見。從大智方便大精進，起大智三昧，轉妙法輪。廣為一切普盡無餘諸有情界，拔濟利益，為一切主宰普令獲得適悅快樂，乃至得一切如來平等智通最上大乘現證三昧殊勝悉地等。即以一切如來成就金剛杵，授與一切如來大轉輪王一切佛身寶冠繒帛所灌頂者普賢大菩薩雙手掌中。然後一切如來，即為立名號【金剛手】，以金剛手灌頂法而為灌頂。」
《理趣释毗卢遮那理趣会品》曰：“金刚萨埵菩萨，背月轮戴五佛冠，右手持金刚杵，左手持铃，半跏而坐。”
《理趣經大樂不空三昧真實金剛薩埵菩薩等一十七聖大曼茶羅義述》曰：“蓋表諸佛普賢之身。周遍器世間及有情世間。以其無邊自在理常體寂不妄不壞故有是名也。左持金剛鈴是適悅義。置腰之左表大 我焉。右持五股金剛杵是五智義。轉拳向外示眾生也。於曼茶羅據其中位。而總其眾相。除是而有一十六位焉。蓋正覺之徑路”
《增壹阿含經》曰：“世尊受須摩提女請，至滿富城。廣說乃至是時梵天王在如來右，釋提桓因在如來左，手執拂，密跡金剛力士在如來後，手執金剛杵，毗沙門天王手執七寶之蓋處虛空中，在如來上，恐有塵土坌如來身。”
《一字佛頂輪王經》凡五卷。略稱五佛頂經。唐朝菩提流志譯。現收於大正藏第十九冊。本經敘述釋迦佛於摩竭陀國菩提樹下金剛道場，應金剛密跡主菩薩之請，入大三摩地，現大轉輪王相，說一字頂輪王咒，時大千世界震動，觀音、金剛主二菩薩悶絕躄地；佛复說一切佛眼佛母真言，二大菩薩即起身，更說白傘蓋、光聚、高頂等諸輪王咒，以明印成就品五十四種印法、世成就品九種印法。全經分十三品：即序品、畫像法品、分別成法品、分別密儀品、分別秘相品、成像法品、印成就品、大法壇品、供養成就品、世成就品、護法品、證學法品、護摩壇品。本經與不空所譯之菩提場所說一字頂輪王經為同本異譯。
《金光明經》所載，金剛力士是大鬼神王，與其眷屬五百徒眾皆是大菩薩，皆擁護《金光明經》的聽講者、誦持者。此一力士經常以猛烈行為來捍衛佛法、保護佛陀。
《大日經疏》：“西方謂夜叉為秘密，以其身口意速疾隱秘難可了知故，金剛手菩薩，金剛手菩薩舊翻或云密跡，若淺略明義，秘密主即是夜叉王也。執金剛杵常侍衛佛，故曰金剛手，然是中深義，言夜叉者，即是如來身語意密，唯佛與佛乃能知之，乃至彌勒菩薩等，猶於如是秘密神通，力所不及，秘中最秘，所謂心密之主，故曰秘密主，能持此印，故云執金剛也。”
《大寶積經》卷八《密跡金剛力士會》中云：“金剛力士，名為密跡，立世尊右方，手執金剛杵。”“時金剛手菩薩大秘密主神力振動三千大千世界已。即以左手舉取其杵。戲擲空中旋繞七匝。杵旋空已。即時接置安右手中。一切眾會生希有心。合掌頂禮大秘密主。咸作是言。希有秘密主。能具如是廣大力勢。善持最勝大金剛杵。普願一切眾生皆悉獲得如是勝力。”
《佛說金剛手菩薩降伏一切部多大教王經》“真實變化大勢身，大身堅牢能破他，如日壞劫大熾燃，菩薩圓光亦如是。功德清淨大寶海，善能安住佛剎中，時我一心歸命禮，降伏部多最上王。”

## 化身與識別
以下為相近而相異，易生混淆的佛教名稱：
- 金剛手（Vajrapāṇi）：護法神，為天界的夜叉，通常右手持金剛杵高舉過頭，左手拿繩索或沒拿東西，有寧靜相及憤怒相等相。[4]

- 執金剛（Vajradhara）：是金剛眾生的名稱，包括有：虛空無垢執金剛、虛空遊步執金剛、虛空生執金剛、被雜色衣執金剛、善行步執金剛、住一切法平等執金剛、哀愍無量眾生界執金剛、那羅延力執金剛、大那羅延力執金剛、妙執金剛、勝迅執金剛、無垢執金剛、刃迅執金剛、如來甲執金剛、如來句生執金剛、住無戲論執金剛、如來十力生執金剛、無垢眼執金剛等等。因為金剛手菩薩是執金剛眾的上首，所以「執金剛菩薩」大多是指金剛手菩薩。

- 金剛薩埵（Vajrasattva）：右手拿金剛杵當胸前，左手拿金剛鈴在腰際，為普賢菩薩的化身[5]，和此金剛手菩薩非同一尊。

- 穢跡金剛：是由釋迦牟尼佛的心臟化現而來的，依傳承不同而有種種身形：二臂、六臂、八臂及靛藍、紅色、藍色、綠色等。漢傳穢跡金剛法本尊形象左腳踩一塊石頭，該石即是釋迦牟尼佛的心臟。很多人將穢跡金剛稱作「密跡金剛」，而導致認知上發生混淆。

## 图库

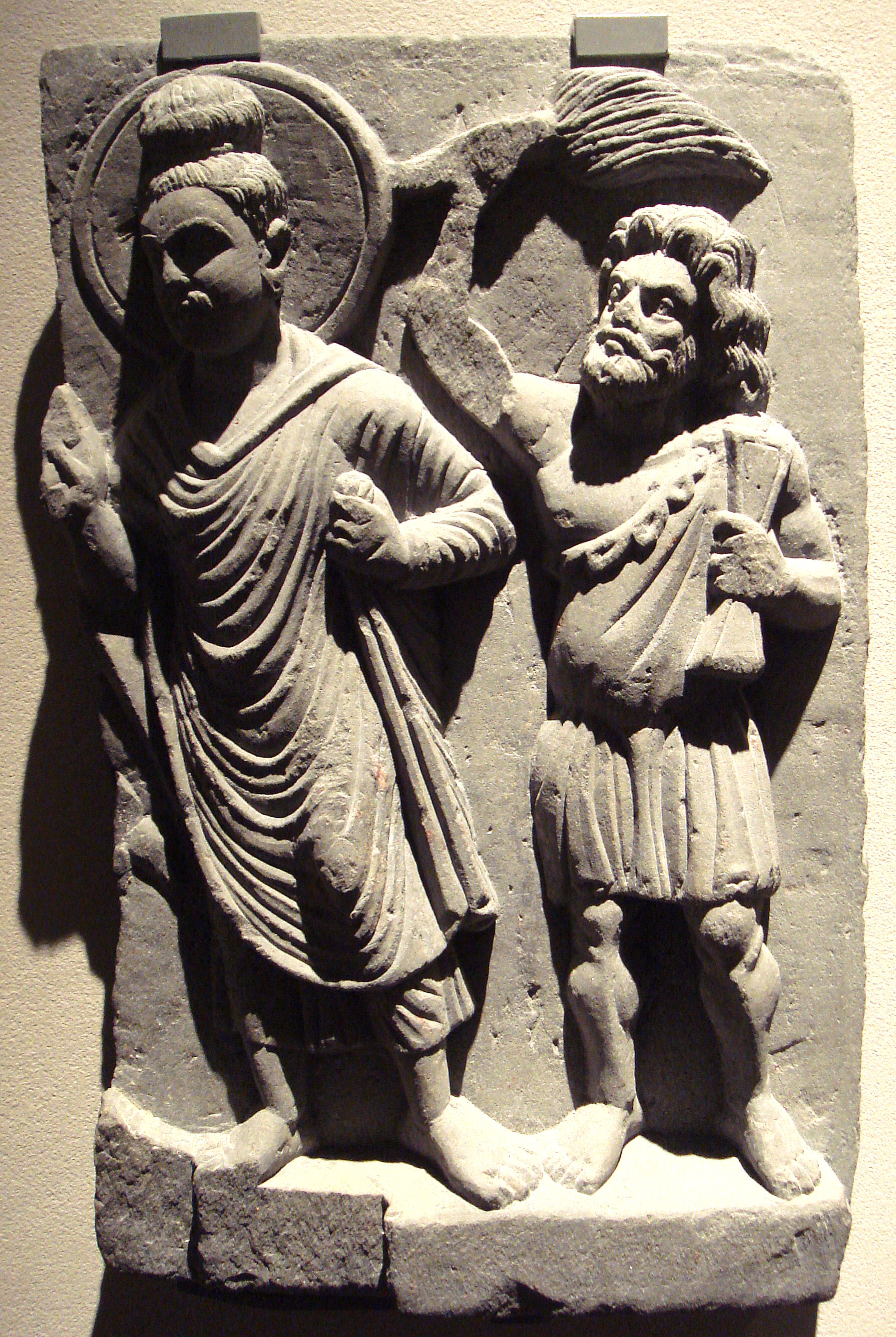
佛陀與他的護法金剛手。犍陀羅，公元二世紀
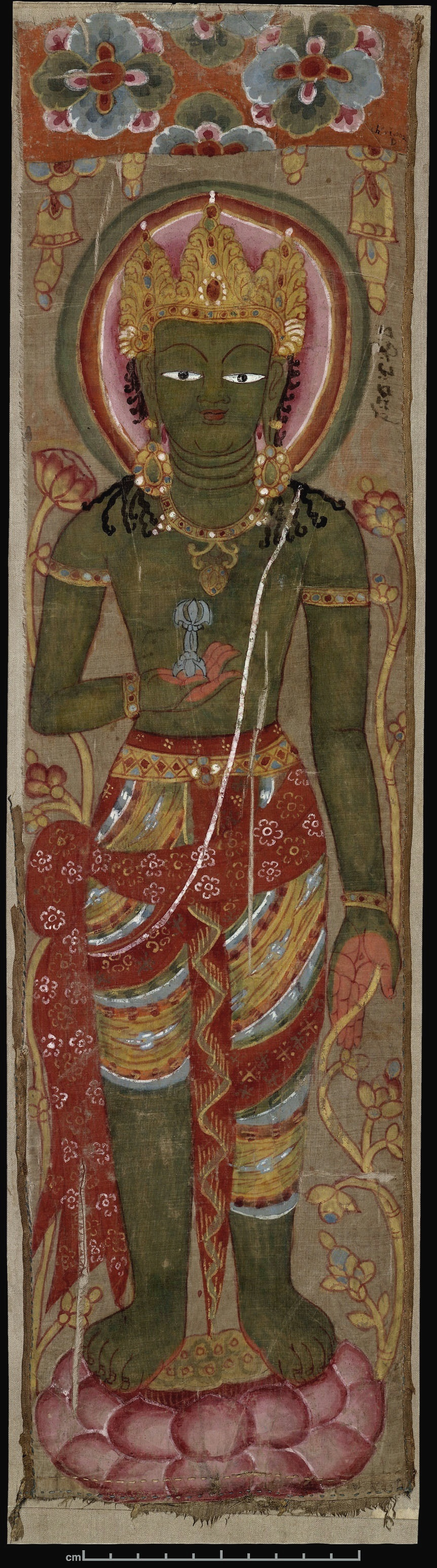
于敦煌莫高窟藏经洞发现的金剛手菩薩絹畫，公元9世紀，現藏於大英博物館
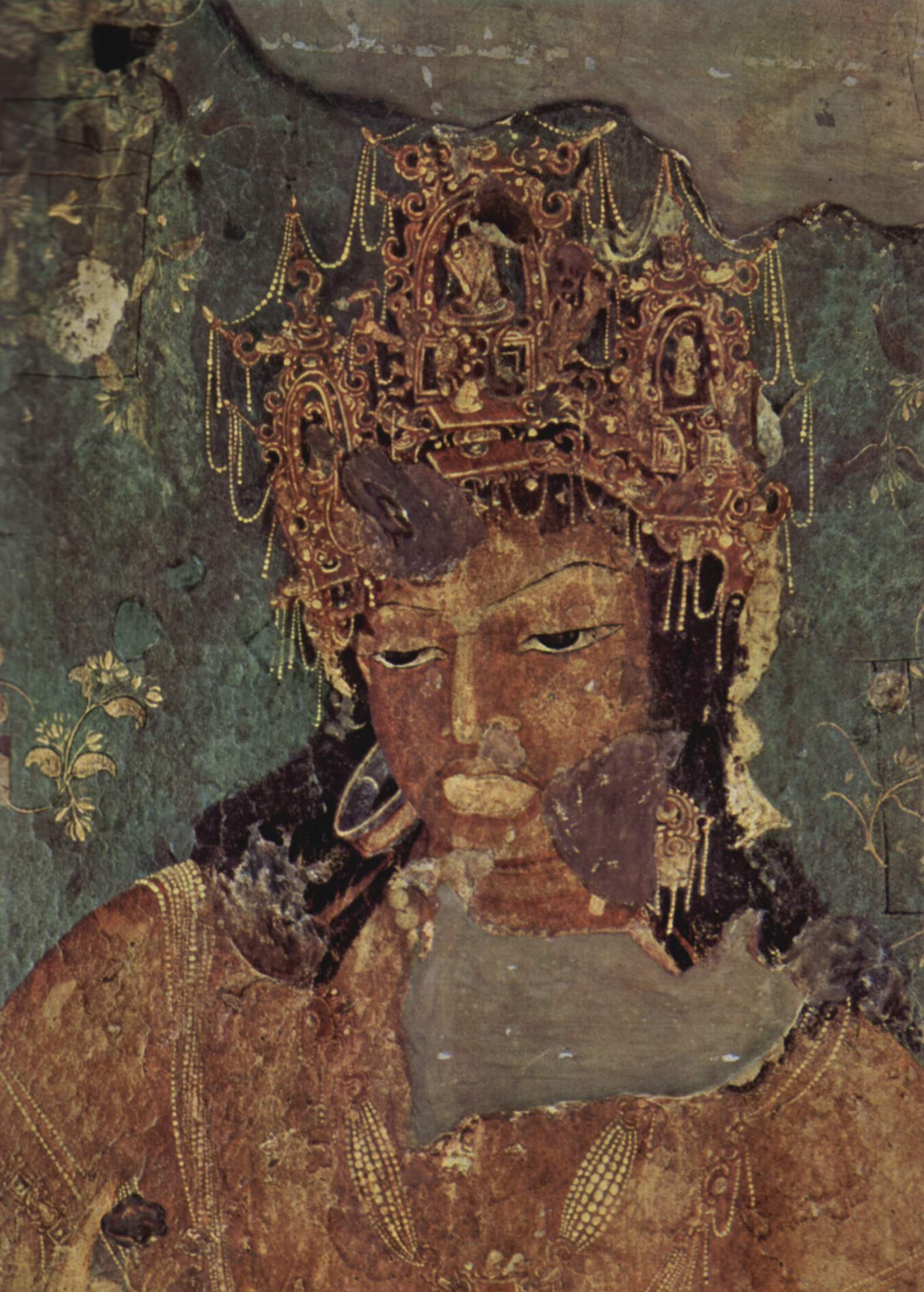
印度阿旃陀石窟的金刚手菩萨壁画
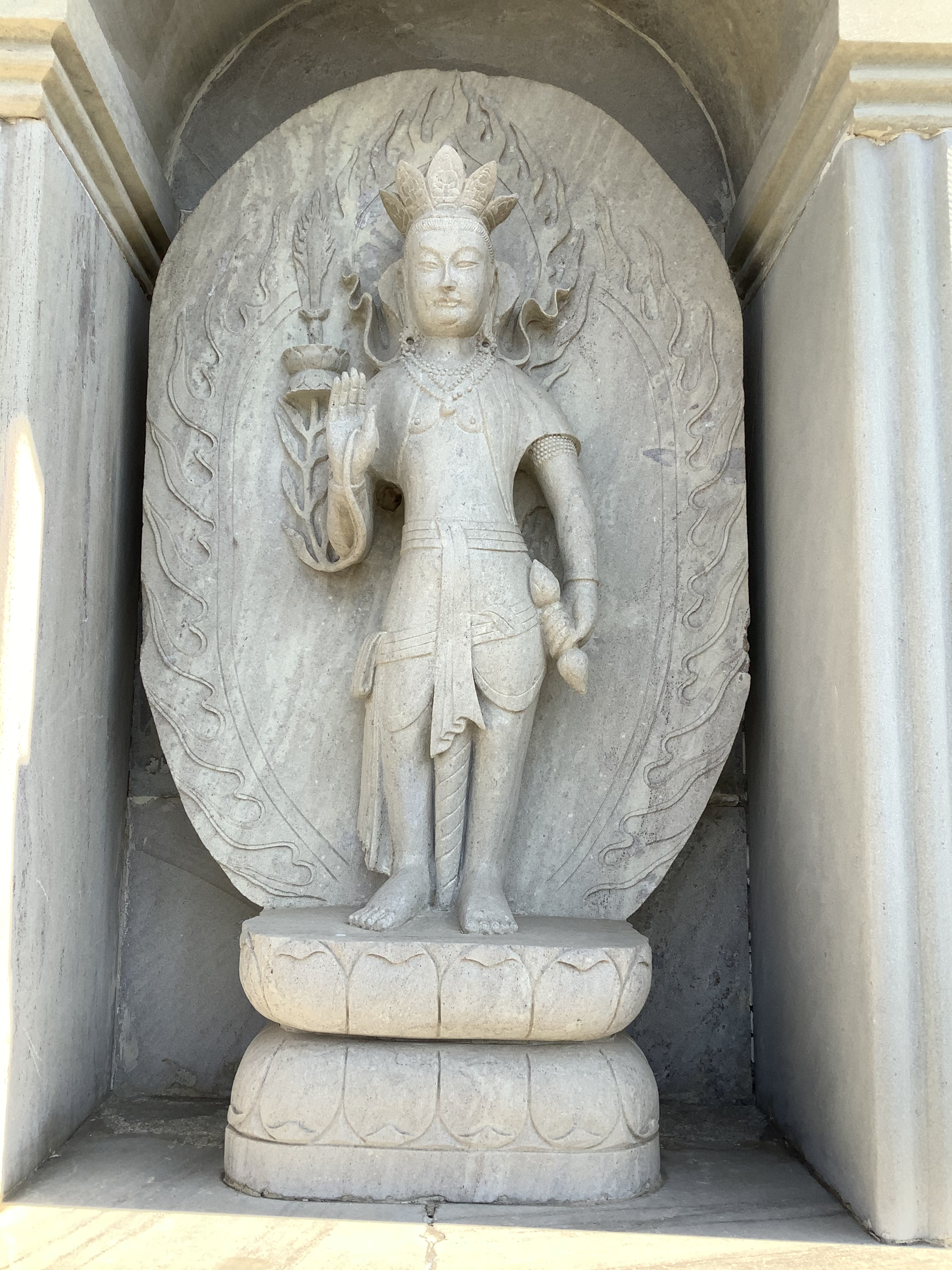
普宁南岩古寺万佛宝塔的金刚手菩萨石雕，造像原型由释海照妙空法师设计。